# Epitome of Torture
Epitome of Torture četrnaesti je studijski album njemačkog thrash metal sastava Sodom. Album je objavljen 26. travnja 2013. godine, a objavila ga je diskografska kuća Steamhammer.
Album je dospjeo na 25. mjesto Billboardove Top Heatseekers ljestvice, što je najviše mjesto na koje je album sastava dospjeo na toj ljestvici.
Pjesma "Katjuscha" sadrži melodiju iz pjesme "Kaćuša", ruske folk pjesme koju je 1938. godine skladao Matvej Blatner. Snimljen je glazbeni spot za pjesmu "Stigmatized."

## Popis pjesama
Tekstovi i glazba: Tom Angelripper, osim gdje je drugačije naznačeno. 
| 1.    | »My Final Bullet«             |                           | 4:39 |
| 2.    | »S.O.D.O.M.«                  |                           | 3:46 |
| 3.    | »Epitome of Torture«          |                           | 3:31 |
| 4.    | »Stigmatized«                 |                           | 2:56 |
| 5.    | »Cannibal«                    |                           | 4:19 |
| 6.    | »Shoot Today - Kill Tomorrow« |                           | 4:00 |
| 7.    | »Invocating the Demons«       |                           | 4:25 |
| 8.    | »Katjuscha«                   |                           | 3:42 |
| 9.    | »Into the Skies of War«       |                           | 3:50 |
| 10.   | »Tracing the Victim«          | Angelripper, Nadja Herten | 4:46 |
| 39:58 |                               |                           |      |

| 11. | »Waterboarding«      | 5:06 |
| 12. | »Splitting the Atom« | 4:28 |

## Zasluge
- Tom Angelripper – vokali, bas-gitara
- Bernemann – glavna i ritam gitara
- Makka – bubnjevi, udaraljke

Ostalo osoblje
- Dennis Koehne – inženjer zvuka, miksanje, mastering
- Anton York – fotografija
- Nadja Herten – tekstovi (za pjesme 5, 10)
- Meran Karanitant – omot albuma, dizajn
- Waldemar Sorychta – produciranje, miksanje, inženjer zvuka